# Eugenio Galliussi
Eugenio Galliussi (Eugène Galliussi en français), né le 18 juillet 1915 à Cividale del Friuli (Italie) et mort le 14 novembre 2010 à Castelmaurou, est un coureur cycliste italien, naturalisé français le 18 février 1949. Il a participé au Tour de France 1947.

## Palmarès
- 1939
  - 3e du Critérium du Midi
- 1941
  - 2e de la Coupe Marcel Vergeat
  - 3e du Circuit du Ventoux
- 1942
  - Circuit du Ventoux
  - Circuit des cols pyrénéens
  - 2e du Grand Prix des Nations (zone libre)
  - 3e du Critérium du Midi
  - 3e du Grand Prix de Provence
- 1945
  - Marseille-Nice
  - 2e de Dijon-Lyon
- 1946
  - Ventoux-Méditerranée
  - 2e du Tour de Corrèze
  - 35e Monaco-Paris
- 1947
  - Tour de Haute-Savoie
  - 3e du Circuit des villes d'eaux d'Auvergne

## Résultats sur les grands tours

### Tour de France
1 participation
- 1947 : abandon (3e étape)